# Reichenbach im Vogtland
Reichenbach im Vogtland település Németországban, azon belül Szászország tartományban. Lakosainak száma 20 273 fő (2023. december 31.). Reichenbach im Vogtland Greiz, Neumark és Heinsdorfergrund községekkel határos.

## Népesség
A település népességének változása:
| Lakosok száma | 21 200 | 20 882 | 20 625 | 19 992 | 20 371 | 20 273 |
|               | 2015   | 2017   | 2019   | 2021   | 2022   | 2023   |